# Правокумский
Правокумский — посёлок в Левокумском районе (муниципальном округе) Ставропольского края России.

## География
Расстояние до краевого центра: 197 км.
Расстояние до районного центра: 17 км.

## История
Основан в конце XIX века на правой стороне реки Кума (отсюда название «Правокумский»).
До 16 марта 2020 года входил в состав сельского поселения Бургун-Маджарский сельсовет.

## Население
| 1989 | 2002 | 2010 | 2014 | 2021 | 2022 |
| ---- | ---- | ---- | ---- | ---- | ---- |
| 86   | ↗168 | ↘166 | ↗200 | ↘42  | ↗163 |

По данным переписи 2002 года в национальной структуре населения русские составляли 36 %, даргинцы — 57 %.